# Lednikovaja
Lednikovaja (rusky Ледниковая) je hora na poloostrově Tajmyr v Rusku. Je to nejvyšší hora pohoří Byrranga. Vrchol je tvořen slitovcem a je obklopen ledovcem.